# Russell Yuen
Russell Yuen (* 30. Oktober 1965 in Montreal, Québec) ist ein kanadischer Schauspieler.

## Werdegang
Yuen, der asiatische Vorfahren hat, gehörte zu den meistbeschäftigten Schauspielern Kanadas. Vor seiner Karriere als Schauspieler übte der sehr sportliche Yuen eine Vielzahl anderer Berufe aus, so unter anderem als Rettungsschwimmer und Fitnesstrainer.
Nach einem Theaterstudium an der Universität begann er in der Branche Film und Fernsehen zu arbeiten. Er agiert zumeist als Nebendarsteller in zahlreichen Filmen und Fernsehserien, sowohl englisch- als auch französischsprachige Produktionen. Bekannte Filme, in denen er Auftritte hatte, oftmals als z. B. asiatischer Schurke, waren unter anderem Pluto Nash – Im Kampf gegen die Mondmafia (2002), Das Auge (1999) sowie Der Knochenjäger (1999).

## Filmografie (Auswahl)

### Filme
- 1987: Champagner
- 1991: Scanners II – Eine neue Generation (Scanners II: The New Order)
- 1996: Im Würgegriff der Yakuza-Killer (Conundrum, Fernsehfilm)
- 1997: Bob Million (Fernsehfilm)
- 1998: Der Preis der Begierde (Fatal Affair)
- 1999: Das Auge (Eye of the Beholder)
- 1999: Der Knochenjäger (The Bone Collector)
- 2001: Flug 534 – Tod über den Wolken (Rough Air: Danger on Flight 534, Fernsehfilm)
- 2001: Meuterei unter Wasser – USS Lansing antwortet nicht (Danger Beneath the Sea, Fernsehfilm)
- 2002: Pluto Nash – Im Kampf gegen die Mondmafia
- 2004: Flug 323 – Absturz über Wyoming (NTSB: The Crash of Flight 323, Fernsehfilm)
- 2004: The Day After Tomorrow
- 2007: ’Til Lies Do Us Part (Fernsehfilm)
- 2010: Liebe und Eis 4 – Feuer und Eis (The Cutting Edge: Fire & Ice, Fernsehfilm)
- 2013: Nicky Deuce (Fernsehfilm)
- 2016: Brace for Impact
- 2017: Taken Too Far
- 2018: Zombies – Das Musical
- 2021: Nicht schon wieder allein zu Haus (Home Sweet Home Alone)
- 2021: Crisis
- 2023: Thanksgiving

### Serien
- 1997–1999: Landmaus & Stadtmaus auf Reisen (The Country Mouse and the City Mouse Adventures, 25 Folgen)
- 1998: PSI Factor – Es geschieht jeden Tag (PSI Factor – Chronicles of the Paranormal, 1 Folge)
- 1999–1999: Ripley’s Believe It or Not (26 Folgen)
- 2002: Relic Hunter – Die Schatzjägerin (Relic Hunter, 1 Folge)
- 2006–2006: 10.5 – Apokalypse (Miniserie)
- 2007, 2017: Mayday – Alarm im Cockpit (Mayday, 1 Folge)
- 2010, 2014: Murdoch Mysteries (2 Folgen)
- 2011: Republic of Doyle – Einsatz für zwei (Republic of Doyle, 1 Folge)
- 2015: Dark Matter (2 Folgen)
- 2015: The Expanse (1 Folge)
- 2015–2015: Blood and Water (7 Folgen)
- 2015, 2016: Make It Pop (9 Folgen)
- 2016: Private Eyes (1 Folge)
- 2019: Blood & Treasure – Kleopatras Fluch (Blood & Treasure, 1 Folge)
- 2019: Warrior (1 Folge)